# Хосе Марі
Хосе Марія Ромеро Пойон (ісп. José María Romero Poyón, нар. 10 грудня 1978, Севілья) — іспанський футболіст, що грав на позиції нападника.
Виступав, зокрема, за клуби «Мілан» та «Вільярреал», а також національну збірну Іспанії.

## Клубна кар'єра
Народився 10 грудня 1978 року в місті Севілья. Вихованець футбольної школи клубу «Севілья». Дорослу футбольну кар'єру розпочав 1996 року в основній команді того ж клубу, в якій провів один сезон, взявши участь у 21 матчі чемпіонату, забивши 7 голів.
За підсумками сезону 1996/97 «Севілья» вилетіла з Прімери, після чого сам гравець перейшов до мадридського «Атлетіко». У новому клубі він відразу завоював місце в стартовому складі, де провів два з половиною сезони. Всього за цю іспанську команду провів 84 матчі, в яких забив 20 голів у чемпіонаті.
Своєю грою за останню команду привернув увагу представників тренерського штабу клубу «Мілан», до складу якого приєднався у грудні 1999 року. Відіграв за «россонері» наступні два з половиною сезони своєї ігрової кар'єри. Однак на «Сан-Сіро» Хосе Марі розчарував — за цей час він провів 52 матчі в Серії А, в яких забив лише п'ять разів. У сезоні 2002/03 іспанський футболіст виступав на правах оренди в мадридському «Атлетіко», де знову став основним гравцем.
Влітку 2003 року уклав контракт з клубом «Вільярреал», де відіграв ключову роль у тріумфі того року в Кубку Інтертото та здобутті найкращих результатів команди в історії — «Вільяреал» посів третє місце в Прімері сезону 2004/05, що стало для них історичним рекордом, а в Кубку УЄФА вилетів у чвертьфіналі. У сезоні 2005/06 Хосе Марі та «Вільярреал» несподівано вийшли до чвертьфіналу Ліги чемпіонів, де іспанський клуб поступився лондонському «Арсеналу».
У 2007 році, після того, як впав у немилість у «Вільярреалі» після приходу Джузеппе Россі та відновлення Ніхата Кахведжі, який довго не грав через травму, Хосе Марі втратив місце в основі і повернувся до рідної Севільї, підписавши однорічну угоду з клубом «Реал Бетіс». У новій команді не став основним нападником і забив свій перший гол за новий клуб більше ніж через рік після прибуття, 24 вересня 2008 року, проти «Барселони» (2:3). В результаті незважаючи на те, що у нього був контракт до червня 2010 року, він був звільнений наприкінці грудня, а наприкінці наступного місяця перейшов у другий дивізіон до клубу «Хімнастік».
Завершив ігрову кар'єру у іншій команді другого дивізіону «Херес», за яку виступав протягом 2010—2013 років.

## Виступи за збірні
1996 року дебютував у складі юнацької збірної Іспанії (U-18), загалом на юнацькому рівні взяв участь у 7 іграх, відзначившись 6 забитими голами.
Протягом 1998—2000 років залучався до складу молодіжної збірної Іспанії, разом з якою брав участь у молодіжному Євро-2000, на якому здобув бронзові нагороди. Всього на молодіжному рівні зіграв у 12 офіційних матчах, забив 5 голів.
2000 року захищав кольори олімпійської збірної Іспанії, де провів 5 матчів і забив 3 голи на турнірі Олімпійських ігор 2000 року у Сіднеї, на яких став срібним призером.
25 квітня 2001 року дебютував в офіційних матчах у складі національної збірної Іспанії в товариській грі проти Японії (1:0). У наступному матчі забив свій єдиний гол за збірну у ворота Болгарії 20 листопада 2002 року. Загалом протягом кар'єри в національній команді провів у її формі 4 матчі, забивши 1 гол.
| Дата       | Місто             | Господарі | Результат | Гості     | Турнір           | Голи | Примітки |
| ---------- | ----------------- | --------- | --------- | --------- | ---------------- | ---- | -------- |
| 25-4-2001  | Кордова (Іспанія) | Іспанія   | 1 – 0     | Японія    | товариський матч | -    | 46'      |
| 20-11-2002 | Гранада           | Іспанія   | 1 – 0     | Болгарія  | товариський матч | 1    | 46'      |
| 12-2-2003  | Лас-Пальмас       | Іспанія   | 3 – 1     | Німеччина | товариський матч | -    | 84'      |
| 30-4-2003  | Мадрид            | Іспанія   | 4 – 0     | Еквадор   | товариський матч | -    | 75'      |
| Усього     |                   | Матчів    | 4         |           | Голів            | 1    |          |

## Титули і досягнення
- Володар Кубка Інтертото (2):

«Вільярреал»: 2003, 2004